# Bilgrām
Bilgrām är en ort i Indien.   Den ligger i distriktet Hardoi och delstaten Uttar Pradesh, i den centrala delen av landet, 300 km sydost om huvudstaden New Delhi. Bilgrām ligger 146 meter över havet och antalet invånare är 27 173.
Terrängen runt Bilgrām är mycket platt. Runt Bilgrām är det tätbefolkat, med 659 invånare per kvadratkilometer. Närmaste större samhälle är Kannauj, 17,4 km sydväst om Bilgrām. Trakten runt Bilgrām består till största delen av jordbruksmark.